# Picante surtido (serie de televisión)
Picante surtido es una serie de televisión boliviana creada y dirigida por Yuri Román, protagonizada por Ingrid Vásquez, Paolo Vargas, Ángela Pacheco, Nicolás Aguirre. Se emitió los domingos por la Red ATB, del 14 de agosto hasta el 7 de noviembre del año 2016.
Relata la historia de Lucas (Aguirre), quien vive con su madre y tiene un padre ausente. Lucas se hace amigo de Consuelo (Vásquez), una trabajadora sexual y de Nikol Cemua (Vargas), un travesti, así como de Lucía (Pacheco), una modelo y su futuro interés amoroso.

## Argumento
Una serie sobre los derechos sexuales y reproductivos. Consuelo es una trabajadora sexual, Nikol es una mujer transexual, Lucía una modelo y Lucas de 15 años es un adolescente huérfano.

## Elenco
- Nicolás Aguirre como Lucas.
- Ingrid Vásquez como Consuelo
- Paolo Vargas como Nikol Cemua
- Ángela Pacheco como Lucía

## Episodios

### Temporadas
|  | 1 | 13 | 14 de agosto de 2016 | 7 de noviembre de 2016 | ATB |